# بريت باير
بريت باير (بالإنجليزية: Bret Baier)‏ هو صحفي أمريكي، ولد في 4 أغسطس 1970 في رومسون في الولايات المتحدة.

## وصلات خارجية
- الموقع الرسمي
- بريت باير على موقع IMDb (الإنجليزية)
- بريت باير على موقع إن إن دي بي (الإنجليزية)